# Hydraecia lutea
Hydraecia lutea là một loài bướm đêm trong họ Noctuidae.